# Rolf Hermann (Handballspieler)
Rolf Hermann (* 1. Dezember 1981 in Lübbecke) ist ein ehemaliger deutscher Handballspieler und seit 2020 Sportlicher Leiter des TuS N-Lübbecke. 
Hermann war ab 2007 Vertragsspieler für den TBV Lemgo (Rückennummer 20) und spielte von 2005 bis 2008 für die deutsche Handballnationalmannschaft (Rückennummer 6).
Gewöhnlich wurde er im rechten Rückraum eingesetzt.

## Karriere
Hermann begann mit dem Handball bei der SG Surheide/Schiffdorferdamm in Bremerhaven und wechselte
1999 zu GWD Minden, wo er 2000 deutscher A-Jugend-Meister wurde.
Von 2000 bis 2002 spielte er für den HCE Bad Oeynhausen in der Oberliga.
2002 erfolgte ein Wechsel zur HSG Augustdorf/Hövelhof in die 2. Handball-Bundesliga. Von dort zog es ihn 2004 in die 1. Bundesliga zum TuS N-Lübbecke. 2007 unterzeichnete Hermann einen Zweijahresvertrag beim TBV Lemgo. Im Februar 2009 verlängerte er dort zunächst bis 2012, später bis 2018. 2010 gewann er mit dem TBV Lemgo den EHF-Pokal.
In der Saison 2012/13 war Rolf Hermann bester Torschütze des TBV Lemgo und mit 162 Feldtoren zweitbester Feldtorschütze der DKB-Handball-Bundesliga. Im November 2017 musste er aufgrund einer Schulterverletzung seine Karriere beenden. Er erzielte in 392 Bundesligaspielen insgesamt 1626 Feldtore.
Hermann ist seit dem Jahr 2020 als Sportlicher Leiter verantwortlich für den Kader des TuS N-Lübbecke.

## Erfolge
- Deutscher Meister der männlichen A-Jugend mit GWD Minden (2000)
- EHF-Pokal-Sieger 2010 mit dem TBV Lemgo

## Bundesligabilanz
| Saison    | Verein         | Spielklasse | Spiele | Tore | 7-Meter | Feldtore |
| --------- | -------------- | ----------- | ------ | ---- | ------- | -------- |
| 2004/05   | TuS N-Lübbecke | Bundesliga  | 33     | 125  | 0       | 125      |
| 2005/06   | TuS N-Lübbecke | Bundesliga  | 34     | 143  | 0       | 143      |
| 2006/07   | TuS N-Lübbecke | Bundesliga  | 32     | 193  | 0       | 193      |
| 2007/08   | TBV Lemgo      | Bundesliga  | 33     | 113  | 0       | 113      |
| 2008/09   | TBV Lemgo      | Bundesliga  | 34     | 106  | 0       | 106      |
| 2009/10   | TBV Lemgo      | Bundesliga  | 31     | 77   | 0       | 77       |
| 2010/11   | TBV Lemgo      | Bundesliga  | 30     | 98   | 0       | 98       |
| 2011/12   | TBV Lemgo      | Bundesliga  | 16     | 72   | 0       | 72       |
| 2012/13   | TBV Lemgo      | Bundesliga  | 32     | 162  | 0       | 162      |
| 2013/14   | TBV Lemgo      | Bundesliga  | 31     | 137  | 0       | 137      |
| 2014/15   | TBV Lemgo      | Bundesliga  | 35     | 159  | 0       | 159      |
| 2015/16   | TBV Lemgo      | Bundesliga  | 28     | 131  | 0       | 131      |
| 2016/17   | TBV Lemgo      | Bundesliga  | 23     | 110  | 0       | 110      |
| 2004–2017 | gesamt         | Bundesliga  | 392    | 1626 | 0       | 1626     |